# هيئة التطوع الأرمني
هيئة التطوع الأرمني (AVC) هي هيئة توظيف المتطوعين، كائنة في يريفان، ارمينيا. و تتيح هذه الهيئة فرصاً للأفراد لزيارة ارمينيا للتطوع فترة قصيرة أو طويلة الامد والمشاركة في التنمية الاجتماعية والاقتصادية في البلاد.

## الخلفية التنظيمية
أسس، هيئة المتطوعين الأرمن في عام 2000، فاثر هوفنان (جيسون) ديميرجيان، وهو متطوع سابق في فيلق السلام الأمريكي في أرمينيا، وتمار حاجيان، والدكتور توم صامويليان.
تتيح الهيئة فرص مثل التدريب عبر الثقافات، ودعم توظيف المتطوعين، ومشاريع خدمة المجتمع، ومطابقة المتطوعين مع التدريب المهني وفرص الخدمة التطوعية في مختلف المجالات مثل المستشفيات، ومؤسسات السياسة العامة، والمدارس، والمنظمات الثقافية، والمراكز الهاتفية، والصحف، والمخيمات الصيفية، ومنظمات التنمية المجتمعية، والوزارات الحكومية، ودور الأيتام.

## أهلية المشاركة
تقبل AVC طلبات الافراد الذين تبلغ اعمارهم 21 سنة. ولا يوجد متطلبات لغة.

## برامج تطوعية محددة في دول أخرى
- برنامج المتطوعين الإثيوبيين في الشتات.
- إنديكوربس.